# Sporoschismopsis moravica
Sporoschismopsis moravica är en svampart som beskrevs av Hol.-Jech. & Hennebert 1972. Sporoschismopsis moravica ingår i släktet Sporoschismopsis, klassen Sordariomycetes, divisionen sporsäcksvampar och riket svampar.   Inga underarter finns listade i Catalogue of Life.